# Doctor Who (24.ª temporada clássica)
A vigésima quarta temporada clássica da série de televisão britânica de ficção científica Doctor Who estreou em 7 de setembro de 1987 com o serial Time and the Rani e terminou em 7 de dezembro do mesmo ano com Dragonfire. Estrelou Sylvester McCoy em sua primeira temporada o Sétimo Doutor, Bonnie Langford como Mel Bush e Sophie Aldred como Ace.

## Elenco

### Principal
- Sylvester McCoy como o Sétimo Doutor
- Bonnie Langford como Mel Bush
- Sophie Aldred como Ace[1]

### Convidados
- Kate O'Mara como a Rani

## Seriais
| História | Serial | Título                  | Dirigido por     | Escrito por      | Exibição original                                                                       | Cód. de produção | Audiência no Reino Unido (milhões) | AI       |
| --- | ------ | ----------------------- | ---------------- | ---------------- | --------------------------------------------------------------------------------------- | ---------------- | ---------------------------------- | -------- |
| 144 | 1      | Time and the Rani       | Andrew Morgan    | Pip e Jane Baker | 7 de setembro de 198714 de setembro de 198721 de setembro de 198728 de setembro de 1987 | 7D               | 5,14,24,34,9                       | 58635759 |
| A Rani atrai a TARDIS para Lakertya, onde ela requer a ajuda do Doutor para completar um dispositivo que utilizará a inteligência dos maiores gênios da história para ajudá-la a remodelar o universo para seu próprio projeto. Para este fim, ela droga o Doutor recém-regenerado e se disfarça como Mel para ganhar sua confiança. A verdadeira Mel, no entanto, alia-se com os nativos Lakertyans, que sofrem sob o domínio de Rani e seus Tetraps parecidos com morcegos. Cabe a Mel despertar os Lakertyanos e libertar o Doutor das garras de Rani.                                                                         |        |                         |                  |                  |                                                                                         |                  |                                    |          |
| 145 | 2      | Paradise Towers         | Nicholas Mallett | Stephen Wyatt    | 5 de outubro de 198712 de outubro de 198719 de outubro de 198726 de outubro de 1987     | 7E               | 4,55,25,0                          | 615857   |
| O Doutor e Mel vão para as Paradise Towers para um feriado, apenas para descobrir o famoso complexo em ruínas. Há muito tempo, os adultos saíram para travar uma guerra e nunca mais voltaram. Deixados para trás estão os Kangs, gangues de garotas adolescentes selvagens; os Rezzies, velhas mulheres canibais; os Zeladores, que ostensivamente cuidam das Torres; e Pex, que estava com muito medo de ir para a guerra. Mas também está à espreita Kroagnon, arquiteto das Paradise Towers, que tomou posse mental do Chefe Zelador e dos robôs de limpeza, numa tentativa de livrar sua criação da vida humana para sempre. |        |                         |                  |                  |                                                                                         |                  |                                    |          |
| 146 | 3      | Delta and the Bannermen | Chris Clough     | Malcolm Kohll    | 2 de novembro de 19879 de novembro de 198716 de novembro de 1987                        | 7F               | 5,35,15,4                          | 6360     |
| O Doutor e Mel ganham férias em um ônibus de turnê para um acampamento de férias dos anos 1950. Também no ônibus está Delta, a última da raça Chimeron, que está sendo caçada pelo genocida Bannermen e seu líder brutal, Gavrok. Quando um mercenário no ônibus avisa Gavrok sobre o paradeiro de Delta, cabe ao Doutor e Mel parar os assassinos e encontrar uma maneira de dar aos Chimerons uma nova vida. |        |                         |                  |                  |                                                                                         |                  |                                    |          |
| 147 | 4      | Dragonfire              | Chris Clough     | Ian Briggs       | 23 de novembro de 198730 de novembro de 19877 de dezembro de 1987                       | 7G               | 5,55,04,7                          | 6164     |
| A TARDIS pousa no Iceworld, um enorme complexo comercial em Svartos. Lá, o Doutor e Mel se encontram com uma garçonete adolescente deslocada no tempo da Terra chamada Ace e seu velho amigo Sabalom Glitz. Glitz está procurando o tesouro do lendário Dragão que deveria habitar sob o Iceworld. Mas quando o Doutor se junta a Glitz em sua busca, eles descobrem mais do que esperavam, desenterrando o segredo milenar de Kane, o governante assassino do Iceworld. |        |                         |                  |                  |                                                                                         |                  |                                    |          |

## Lançamentos em DVD
| História | Número e duração dos episódios | Data de lançamento na Região 2 | Data de lançamento na Região 4 | Data de lançamento na Região 1 |
| --- | ------------------------------ | ------------------------------ | ------------------------------ | ------------------------------ |
| Time and the Rani | 4 × 25 min.                    | 13 de setembro de 2010         | 4 de novembro de 2010          | 14 de junho de 2011            |
| Paradise Towers | 4 × 25 min.                    | 18 de julho de 2011            | 1 de setembro de 2011          | 9 de agosto de 2011            |
| Delta and the Bannermen | 3 × 25 min.                    | 22 de junho de 2009            | 6 de agosto de 2009            | 1 de setembro de 2009          |
| Dragonfire Apenas disponível como parte do box Ace Adventures nas Regiões 2 e 4. Disponível apenas individualmente na Região 1. | 3 × 25 min.                    | 7 de maio de 2012              | 7 de junho de 2012             | 8 de maio de 2012              |

## Romantizações
| História                | Título do romance       | Autor            | Publicação             |
| ----------------------- | ----------------------- | ---------------- | ---------------------- |
| '[Time and the Rani     | Time and the Rani       | Pip e Jane Baker | 17 de dezembro de 1987 |
| Paradise Towers         | Paradise Towers         | Stephen Wyatt    | 1 de dezembro de 1988  |
| Delta and the Bannermen | Delta and the Bannermen | Malcolm Kohll    | 19 de janeiro de 1989  |
| Dragonfire              | Dragonfire              | Ian Briggs       | 16 de março de 1989    |